# Coupe du Maroc de football 1974-1975
 (avril 2024).
Si vous disposez d'ouvrages ou d'articles de référence ou si vous connaissez des sites web de qualité traitant du thème abordé ici, merci de compléter l'article en donnant les références utiles à sa vérifiabilité et en les liant à la section « Notes et références ».
Navigation
Édition précédente Édition suivante
La saison 1974-1975 de la Coupe du Trône est la 69e édition de la compétition. 
Le Sporting Club Chabab Mohammédia remporte la coupe au détriment de l'Union de Sidi Kacem sur le score de 2-0 au cours d'une finale jouée dans le Stade d'honneur à Casablanca. Le Chabab Mohammédia remporte ainsi cette compétition pour la première fois de son histoire.

## Déroulement

### Huitièmes de finale
| Équipe 1                        | Équipe 2                     | Résultat |
| Ittihad Khemisset               | Moghreb de Tetouan           | 3 - 1    |
| Union de Sidi Kacem             | Raja d'Agadir                | 2 - 1    |
| Tihad Sportif Club              | Mouloudia Club d'Oujda       | 0 - 1    |
| Tihad de Safi                   | Olympique de Boujniba        | 0 - 1    |
| Football Club de Casablanca     | Fath Union Sport de Rabat    | 1 - 4    |
| Club de Chemin de Fer de Meknès | Ittihad Riadi Fkih Ben Salah | 1 - 0    |
| Maghreb de Fès                  | Difaâ d'El Jadida            | 0 - 1    |
| Chabab Mohammédia               | Olympique de Khouribga       | 2 - 1    |

### Quarts de finale
| Équipe 1          | Équipe 2                        | Résultat            |
| Ittihad Khemisset | Club de Chemin de Fer de Meknès | 0 - 0 5 - 0 (t.a.b) |
| Difaâ d'El Jadida | Union de Sidi Kacem             | 0 - 1               |
| Tihad de Safi     | Fath Union Sport de Rabat       | 0 - 1               |
| Chabab Mohammédia | Mouloudia Club d'Oujda          | 0 - 0 5 - 4 (t.a.b) |

### Demi-finales
| Équipe 1          | Équipe 2                  | Résultat            |
| Ittihad Khemisset | Union de Sidi Kacem       | 1 - 1 2 - 3 (t.a.b) |
| Chabab Mohammédia | Fath Union Sport de Rabat | 1 - 0               |

### Finale
La finale oppose les vainqueurs des demi-finales, le Chabab Mohammédia face à l'Union de Sidi Kacem, le 6 juillet 1975 au Stade d'honneur à Casablanca.
| Coupe du Trône : Finale 1975 | Chabab Mohammédia | 2 - 0 | Union de Sidi Kacem | Stade d'honneur, Casablanca |                             |
| 6 juillet 1975               |                   |       |                     | Arbitrage : M'hamed Hajjane | Arbitrage : M'hamed Hajjane |
| 6 juillet 1975               |                   |       |                     | Arbitrage : M'hamed Hajjane | Arbitrage : M'hamed Hajjane |